# مقرب (تصوف)
المُقَرَّب، وجمعه المُقَرَّبُونَ، هو السالك الملتزم بالأوراد حتى وصل إلى مقام القرب من حضرة الله، والمُقَرَّبُ رتبة من رتب الصّوفيَّة.

## القرب من الله
أعلى أهداف الصوفية هو الوصول إلى مرضاة الله وبلوغ القرب من جلاله.
وكما أن في عالم الملائكة صنف اسمهم الملائكة المقربون، فإن في البشر المسلمين صنف هم «المؤمنون المقربون».